# Río Onsella
Río Onsella este o arie protejată (arie specială de conservare — SAC, sit de importanță comunitară — SCI) din Spania întinsă pe o suprafață de 442,78 ha, integral pe uscat.

## Localizare
Centrul sitului Río Onsella este situat la coordonatele 42°29′31″N 1°02′15″W / 42.4919°N 1.03745°V.

## Înființare
Situl Río Onsella a fost declarat sit de importanță comunitară în iulie 2000 pentru a proteja 3 specii de animale. Situl a fost protejat și ca arie specială de conservare în februarie 2021.

## Biodiversitate
Situată în ecoregiunea mediteraneană, aria protejată conține 7 habitate naturale: Râuri de munte și vegetația lor lemnoasă cu Salix elaeagnos, Păduri iberice de Quercus faginea și Quercus canariensis, Matorral arborescenți cu Juniperus spp., Lande oro-mediteraneene cu formațiuni endemice de grozamă, Formațiuni stabile xerotermofile de Buxus sempervirens pe pante stâncoase (Berberidion p.p.), Galerii de Salix alba și de Populus alba, Păduri de Quercus ilex și Quercus rotundifolia.
La baza desemnării sitului se află mai multe specii protejate:
- mamifere (1): nurcă (Mustela lutreola)
- pești (2): Achondrostoma arcasii, Parachondrostoma miegii

Pe lângă speciile protejate, pe teritoriul sitului au mai fost identificate 2 specii de plante, 14 specii de păsări, 5 specii de amfibieni, 3 specii de mamifere, 3 specii de pești.